# Фербер, Эдна
Э́дна Фе́рбер (англ. Edna Ferber; 15 августа 1885, Каламазу, Мичиган — 16 апреля 1968, Нью-Йорк) — американская писательница, сценарист и драматург. Лауреат Пулитцеровской премии за художественную книгу «So Big» (1924), автор книги «Симаррон» и сценария одноимённого фильма, удостоенного в 1931 трёх премий «Оскар».

## Биография

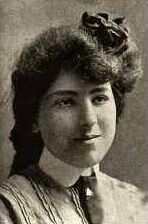
Эдна Фербер в 1904 году

Карикатура Эля Гиршфельда, изображающая членов Круглого стола Алгонкина. Сидящие за столом, по часовой стрелке слева: Дороти Паркер, Роберт Бенчли, Александр Вуллкот, Хейвуд Броун, Марк Коннелли, Франклин Адамс, Эдна Фербер, Джордж Кауфман, Роберт Шервуд.

Из семьи еврейского иммигранта из Австро-Венгерской империи Джейкоба Чарльза Фербера и Джулии Нейман. После окончания средней школы, некоторое время слушала лекции в Lawrence University (Аплтон, штат Висконсин). Прежде чем опубликовать свой первый роман, сотрудничала с изданиями Appleton Daily Crescent и Milwaukee Journal.
Фербер была членом Круглого стола Алгонкина, группы интеллектуалов, которые ежедневно встречались за обеденным столом в Нью-Йоркском отеле Algonquin Hotel.
Всю жизнь была одинокой, семьи и детей не имела. Умерла в Нью-Йорке от рака желудка.

## Творчество
Эдна Фербер — автор многочисленных романов, новелл, рассказов и сценариев нескольких кинофильмов и пьес, поставленных на Бродвее.
В 1994 году на экраны вышла картина «Миссис Паркер и порочный круг» режиссёра Алана Рудольфа. Роль Эдны Фербер блестяще исполнила актриса Лили Тейлор.

## Избранная библиография
- 1911 Dawn O’Hara
- 1913 Roast Beef, Medium
- 1914 Personality Plus
- 1915 Emma Mc Chesney and Co.
- 1917 Fanny Herself
- 1918 Cheerful — By Request
- 1919 Half Portions
- 1921 The Girls
- 1922 Gigolo
- 1924 So Big
- 1926 Show Boat
- 1927 The Royal Family
- 1929 Симаррон (экранизирован в 1931)
- 1931 American Beauty
- 1932 Dinner at Eight
- 1933 They Brought Their Women
- 1935 Приди и владей (экранизирован спустя год)
- 1926 Stage Door
- 1938 Nobody’s in Town
- 1939 A Peculiar Treasure
- 1941 Saratoga Trunk
- 1941 No Room at the Inn
- 1941 The Land Is Bright
- 1945 Great Son
- 1945 Saratoga Trunk
- 1949 Bravo
- 1952 Гигант (экранизирован в 1956)
- 1952 Olbrzym
- 1958 Ice Palace
- 1963 A Kind of Magic

### Сценарии фильмов
- 1925: So Big
- 1930: Королевская семья Бродвея
- 1931: Cimarron
- 1932: So Big
- 1933: Dinner at Eight
- 1936: Плавучий театр
- 1937: Stage Door
- 1945: Saratoga Trunk
- 1951: Show Boat
- 1953: So Big (ремейк)
- 1955: Giants
- 1959: Ice Palace
- 1960: Cimarron (ремейк)